# Мой босс, мой герой
«Мой босс, мой герой» (кор. 두사부일체 тусабуильчхе) — южнокорейский фильм, сочетающий в себе жанры комедии, драмы и боевика. Премьера состоялась 8 декабря 2001 г. В 2006 году был создан сиквел Мой босс, мой учитель.

## Сюжет
Гангстеру Тусик для того, что бы получить повышение необходимо иметь хотя бы среднее образование, которого у него нет. Он отправляется в колледж, где сталкивается со сложными взаимоотношениями между учениками, учениками и учителями, коррумпированностью школы и, наконец, любовью.

## В ролях
- Чон Чжунхо (정준호) — Ке Тусик
- Чун Унин (정웅인) — Ким Санду
- Чун Унтхэк (정운택) — Тэ Кари
- О Сынын (오승은) — Ли Юнджу
- Сон Сонми (송선미) — И Чисон
- Пак Чунгю (박준규) — Чо Понбаль
- Кан Сонбиль (강성필) — Ян Тонбаль
- Ки Чубон (기주봉) — Сан Чхунман
- Юн Минсик (윤문식) — Саль Сали
- Ко Мёнхван (고명환) — парикмахер